# カルチャーラジオ
『カルチャーラジオ』はNHKラジオ第2放送の教養番組シリーズ。

## 概要
歴史・芸術・文学・科学などの専門家が1つのテーマを決め、数週〜数十週にわたって講義を行う。「NHKアーカイブス」と一部の講義をのぞいて、ほとんどの収録は東京都南青山のNHK文化センターで公開講座として行われる。
NHK出版からテキストが発行され、一般の書店やオンラインストアで購入できる。テキスト必須の英会話番組などと違って、このテキストはほぼほぼ放送内容に沿った文章に図や補足情報を加えたもので、受講に必須ではない。なお「NHKアーカイブス」「日曜カルチャー」および2007年までの「原書で読む世界の名作」はテキストがない。
沿革
- 1990年度に『NHK文化セミナー』と題して放送開始。
- 2001年4月に『NHKカルチャーアワー』へ改称
- 2009年4月に『カルチャーラジオ』へ改称。

## 各曜日別のラインナップ
2024年度まで
- 月曜日 - 「NHKラジオアーカイブス 保阪正康が語る昭和人物史」
- 火曜日 - 「歴史再発見」
- 水曜日 - 「芸術その魅力」
- 木曜日 - 「文学の世界」
- 金曜日 - 「科学と人間」
- 土曜日 - 「漢詩をよむ」
- 日曜日 - 「日曜カルチャー」

講師とテーマは、火曜〜金曜の各枠は1クール単位（原則13週、前後する場合あり）、「日曜カルチャー」は1ヶ月単位（4〜5週）で変わる。
「漢詩を読む」は年度ごとに通年テーマを決めて、同一講師による講義が行われる。
「ラジオアーカイブス」については通年で宇田川清江（フリーアナウンサー）と保阪正康（昭和史研究科・ノンフィクションライター）（2016年度までは大村彦次郎（元文芸雑誌編集者））が講師を務める。
2025年度
2025年度番組編成計画でカルチャーラジオの再編が発表され、月曜日の枠が『保阪正康が語る昭和人物史』として、また日曜日の枠が『日曜カルチャー』として、それぞれカルチャーラジオから独立した番組となり、火曜〜金曜の4枠は1枠に統合の上で土曜に移ることとなった。『保坂正康が語る昭和人物氏』では梯久美子が聞き手を務める。
これにより、カルチャーラジオは土曜日の30分×2枠（4枠統合後の新「カルチャーラジオ」と、変更のない「漢詩を読む」の2枠）となった。

## 過去のラインナップと放送時間
過去のラインナップ
年度は4月～翌3月。
| 番組名              | 年度 | 月曜日       | 火曜日     | 水曜日             | 木曜日               | 金曜日       | 土曜日     | 日曜日                    |
| ------------------- | ---- | ------------ | ---------- | ------------------ | -------------------- | ------------ | ---------- | ------------------------- |
| NHKカルチャーアワー | 2001 | 生きる知恵   | 東西傑物伝 | 芸能・演劇その魅力 | 原書で読む世界の名作 | 漢詩への誘い | 文学と風土 | 日曜版 （テーマ月替わり） |
| NHKカルチャーアワー | 2002 | 生きる知恵   | 東西傑物伝 | 芸能・演劇その魅力 | 原書で読む世界の名作 | 漢詩への誘い | 文学と風土 | 日曜版 （テーマ月替わり） |
| NHKカルチャーアワー | 2003 | 生きる知恵   | 東西傑物伝 | 芸能・演劇その魅力 | 原書で読む世界の名作 | 漢詩への誘い | 文学と風土 | 日曜版 （テーマ月替わり） |
| NHKカルチャーアワー | 2004 | 生きる知恵   | 東西傑物伝 | 芸能・演劇その魅力 | 原書で読む世界の名作 | 漢詩への誘い | 文学と風土 | 日曜版 （テーマ月替わり） |
| NHKカルチャーアワー | 2005 | 人と自然     | 歴史再発見 | 芸能・演劇その魅力 | 原書で読む世界の名作 | 漢詩への誘い | 文学探訪   | 日曜版 （テーマ月替わり） |
| NHKカルチャーアワー | 2006 | 人と自然     | 歴史再発見 | 芸能・演劇その魅力 | 原書で読む世界の名作 | 漢詩への誘い | 文学探訪   | 日曜版 （テーマ月替わり） |
| NHKカルチャーアワー | 2007 | 科学と自然   | 歴史再発見 | 芸術その魅力       | 俳句を読む           | 漢詩をよむ   | 文学の世界 | 日曜版 （テーマ月替わり） |
| NHKカルチャーアワー | 2008 | 科学と自然   | 歴史再発見 | 芸術その魅力       | 俳句を読む           | 漢詩をよむ   | 文学の世界 | 語りの力・声の魅力        |
| カルチャーラジオ    | 2009 | 科学と自然   | 歴史再発見 | 芸術その魅力       | 俳句を読む           | 漢詩をよむ   | 文学の世界 | 日曜版 テーマ月替わり     |
| カルチャーラジオ    | 2010 | 科学と自然   | 歴史再発見 | 芸術その魅力       | 俳句短歌をよむ       | 漢詩をよむ   | 文学の世界 | 日曜版 テーマ月替わり     |
| カルチャーラジオ    | 2011 | アーカイブス | 歴史再発見 | 芸術その魅力       | 詩歌を楽しむ         | 漢詩をよむ   | 文学の世界 | 日曜版 テーマ月替わり     |
| カルチャーラジオ    | 2012 | アーカイブス | 歴史再発見 | 芸術その魅力       | 詩歌を楽しむ         | 漢詩をよむ   | 文学の世界 | 日曜版 テーマ月替わり     |
| カルチャーラジオ    | 2013 | アーカイブス | 歴史再発見 | 芸術その魅力       | 詩歌を楽しむ         | 漢詩をよむ   | 文学の世界 | 日曜版 テーマ月替わり     |
| カルチャーラジオ    | 2014 | アーカイブス | 歴史再発見 | 芸術その魅力       | 科学と人間           | 漢詩をよむ   | 文学の世界 | 日曜版 テーマ月替わり     |
| カルチャーラジオ    | 2015 | アーカイブス | 歴史再発見 | 芸術その魅力       | 科学と人間           | 漢詩をよむ   | 文学の世界 | 日曜版 テーマ月替わり     |
| カルチャーラジオ    | 2016 | アーカイブス | 歴史再発見 | 芸術その魅力       | 科学と人間           | 漢詩をよむ   | 文学の世界 | 日曜カルチャー            |
| カルチャーラジオ    | 2017 | アーカイブス | 歴史再発見 | 芸術その魅力       | 科学と人間           | 漢詩をよむ   | 文学の世界 | 日曜カルチャー            |
| カルチャーラジオ    | 2018 | アーカイブス | 歴史再発見 | 芸術その魅力       | 科学と人間           | 漢詩をよむ   | 文学の世界 | 日曜カルチャー            |
| カルチャーラジオ    | 2019 | アーカイブス | 歴史再発見 | 芸術その魅力       | 科学と人間           | 漢詩をよむ   | 文学の世界 | 日曜カルチャー            |
| カルチャーラジオ    | 2020 | アーカイブス | 歴史再発見 | 芸術その魅力       | 科学と人間           | 漢詩をよむ   | 文学の世界 | 日曜カルチャー            |
| カルチャーラジオ    | 2021 | アーカイブス | 歴史再発見 | 芸術その魅力       | 科学と人間           | 漢詩をよむ   | 文学の世界 | 日曜カルチャー            |
| カルチャーラジオ    | 2022 | アーカイブス | 歴史再発見 | 芸術その魅力       | 科学と人間           | 漢詩をよむ   | 文学の世界 | 日曜カルチャー            |
| カルチャーラジオ    | 2023 | アーカイブス | 歴史再発見 | 芸術その魅力       | 科学と人間           | 漢詩をよむ   | 文学の世界 | 日曜カルチャー            |
| カルチャーラジオ    | 2024 | アーカイブス | 歴史再発見 | 芸術その魅力       | 科学と人間           | 漢詩をよむ   | 文学の世界 | 日曜カルチャー            |

放送時間
- 2006年度：毎週月曜日 - 土曜日 21:30 - 22:00、再放送は翌日 11:00 - 11:30

金曜の分は日曜 10:30 - 11:00、土曜の分は翌週月曜 11:00 - 11:30が再放送。
- 2007年度：毎週月曜日 - 土曜日 21:30 - 22:00、再放送は翌日 10:40 - 11:10

金曜の分は日曜 10:30 - 11:00、土曜の分は翌週月曜 10:40 - 11:10が再放送。
- 2008年度：毎週月曜日 - 土曜日 20:15 - 20:45、再放送は翌日 10:15 - 10:45

土曜の分は翌週月曜 10:15 - 10:45が再放送。
- 2009年度：毎週月曜日 - 土曜日 21:00 - 21:30
- 2011 - 2014年度：毎週月曜日 - 土曜日 20:30 - 21:00、再放送は翌日 10:00 - 10:30

土曜の分は翌週月曜10:00が再放送。
日曜版20:00 - 21:00、再放送は翌週日曜 10:00 - 11:00
- 2015 - 2023年度：毎週月曜日 - 土曜日 20:30 - 21:00、再放送は翌週月曜日 - 土曜日 10:00 - 10:30

日曜版20:00 - 21:00、再放送は翌週日曜 10:00 - 11:00

## 関連番組
- 文化講演会
- 知るを楽しむ（NHK教育テレビジョン）
  - NHK人間講座（前番組）
- NHKラジオライブラリー